# Complexo Cultural Samambaia
O Complexo Cultural Samambaia é um centro cultural brasileiro, com sede em Samambaia, no Distrito Federal.
Ele foi inaugurado em 15 de dezembro de 2018, tendo sido construído em uma área de aproximadamente 14 000 km². Dentro deste espaço, está inserido um cineteatro, uma biblioteca de artes, cinco salas de oficina e um galpão multiuso.
Sua construção foi realizada pela empresa Novacap em parceria com a Secretaria de Cultura e Administração Regional de Samambaia. O espaço tornou-se uma referência em cultura para os moradores do entorno da região de Samambaia.